# كاباينس دي إسكوايفا
بلدية كاباينس دي إسكوايفا (بالإسبانية: Cabañes de Esgueva)‏, هي إحدى بلديات مقاطعة برغش, التي تقع في منطقة قشتالة وليون, والتي تقع في شمال غرب إسبانيا.
يبلغ عدد سكانها 263 نسمة وفقاً لإحصائية سنة (2002).